# Hakastensgrunden
Hakastensgrunden är en ö i Finland.   Den ligger i den ekonomiska regionen  Karleby  och landskapet Mellersta Österbotten, i den centrala delen av landet, 400 km norr om huvudstaden Helsingfors.
Terrängen på Hakastensgrunden är varierad.  I omgivningarna runt Hakastensgrunden växer i huvudsak blandskog.